# ایتاژویپه
ایتاژویپه (به پرتغالی: Itajuípe) یک منطقهٔ مسکونی در برزیل است که در باهیا واقع شده‌است. ایتاژویپه ۲۰٬۳۹۸ نفر جمعیت دارد.